# 相原愛璃
相原 愛璃（あいはら まり）は、日本のアダルトゲームブランド・スワン（有限会社アセンドアイ）及び系列ブランドが製作・発売した複数の作品にわたって登場する架空の人物。キャラクターデザインは文月紫、声優は相元ゆうき。

## 人物
2008年5月30日に発売されたスワンアイ第3作『孕ら☆みん!! 〜催眠中だし子づくり宣言〜』で登場して以来、その個性が人気を集めたためか以後のスワンアイ作品でも本編にカメオ出演したり体験版または本編クリア後のスペシャルモードにおいてナビゲーション担当として登場するなど事実上スワンのマスコット的な存在になっている。当初はフルプライスのスワンアイ・スワンアイ+作品のみの登場であったが、ファンディスク『孕ら☆パラっ!!  〜スワン中出しパラダイス〜』がスワンからミドルプライスとして発売されたことに伴い低価格ブランドを含めたスワン系ブランド全体の顔となった。
フルプライスのスワンアイ・スワンアイ+作品であっても月待兎がシナリオを担当した作品のみに登場しており、スワンアイ+の第1作で南条巴がシナリオを担当した『ままん教室』には体験版・本編とも登場していないことから、月待兎の持ちキャラクターであると推測される。
無表情でテンションが低く、ボソボソと起伏の無い喋り方をする不思議ちゃん。カレイ目の魚を象った髪飾りが特徴で、相手を威嚇する際に両手を頭の上に掲げて「ヒラメ、カレイ、ヒラメ、カレイ、どっちだろ♪」と歌いながら「ウッーウッーウマウマ(゜∀゜)」のようにクネクネと踊る。特技は指パッチン、身長は164cmでスリーサイズはB 80 / W 55 / H 81。
『孕ら☆みん!!』での登場時は東和学園3年生で、主人公・都々御遥人（つづみ はると）の1学年先輩として登場する。図書委員長として休み時間は図書室に常駐しており、図書委員にもかかわらず不真面目な遥人を軽蔑している節があり名前を「佐々木」と間違って覚えている。『孕ら☆みん!!』の体験版以降、本編以外では遥人よりもその友人である谷浦虎太郎（たにうら こたろう）と愛璃がボケ役・虎太郎がツッコミ役のコンビを組んで登場することが多いが、本編では余り虎太郎との絡みは無く互いに恋愛感情を抱いている節も見受けられない。

### 孕ら☆みん!!
サブヒロインとして登場する。前述の通り遥人に接する時は常に無愛想であるが、遥人の妹・ゆかとは気が合うらしくボードゲームで遊んだ際には珍しく笑顔を見せる。
バッドエンドでは、催眠術を使ってヒロイン達を次々と手籠めにして行く遥人に対して「今までの催眠術は効いていない、みんな効いた振りをしているだけ」と警告を発し、そんな訳が無いと言い張る遥人に「だったら私に試してみればいい」と勝負を挑む。結局、愛璃は催眠術の虜にはならなかったものの遥人と肉体関係を持ってしまい、本人曰く「不覚にも」妊娠してしまう。
個別エンドを全て見た後に解禁されるルートでは、学園祭の最中に現れて遥人に複数の質問を投げかける。これに全て「はい」と答えると「真の勇者として夢の世界へご招待」すると言われ、愛璃を除くヒロイン全員が遥人の子を妊娠した状態のハーレムエンドを迎えることになる。

### 孕ら☆カノ!!
本編ではストーリーに直接、絡んでは来ないものの端役で登場。妊婦状態がすっかり板に付いており、自分を孕ませた相手の男を尻に敷いている様子が描かれている。また、本編クリア後に解禁されるスペシャルモード「ボテ☆カノ!!」でも本編と同様に妊婦状態で登場する。

### 孕ら☆ちゅちゅっ!!
本編には登場せず、クリア後に解禁されるスペシャルモード「ボテ☆ちゅちゅっ!!」のみ登場。既に出産を終え、赤ちゃんを抱いているが子供の名前を始めとするプロフィールの詳細は不明。

### ひとづままん!!
体験版及びスペシャルモード「ぼてづままん!!」で過去3作と同様、虎太郎とのコンビで解説役として登場している。なお、どのタイトルでも体験版では妊婦ないし子連れの状態で登場することは無く、東和学園の制服を着て登場。スペシャルモードでは前作と同様に子連れ状態で登場している。

### ひめ恋☆ふぇち恋
『ひとづままん!!』以来、2作品ぶりに登場。また、ダウンロード版とソフマップの予約購入特典ボーナスディスクではそれぞれ、愛璃を主人公とする別々の追加シナリオが収録されている。
本編では主人公・鳴瀬陸人（なるせ りくと）のバイト先であるハンバーガーショップまたはコンビニ（展開により異なる）の店員として登場し、先輩風を吹かせて親切を装った嫌がらせをしては陸人を怒らせている。ヒロインの1人・十条まどかのルートでは陸人にWデートを提案し「佐々木」と呼ばれる青年を連れて来るが、佐々木（本名は「佐々木」ではないが愛璃が一向に正しい名前を呼ぼうとしないため諦観気味）の方は渋々、付き合わされている感が強く陸人から同情を寄せられている。ソフマップの予約購入特典では、愛璃が住んでいる県（『孕ら☆みん!!』の舞台）は本作の舞台・優徳学園の所在地の隣県であり、優徳学園の付属図書館に愛璃が読みたいと思っていた本が所蔵されていることを知って侵入を繰り返していたことが明かされている。
なお、本作における愛璃の肩書は「大学生」とされているが、子連れで登場する場面は無く『孕ら☆ちゅちゅっ!!』と『ひとづままん!!』で連れていた娘は登場しない。

## 妖精マリーヌ
2011年に発売されたファンディスク『孕ら☆パラっ!!』では、愛璃に酷似した（と言うよりも単にコスプレしているだけに見える）妖精マリーヌが登場する。主人公をゲームの世界へ強引に召喚し、世界を救う為に各タイトルのヒロインと子作りをして欲しいと迫るものの、いざ攻略となると手伝うとも足を引っ張るともつかない微妙な立ち位置をキープする。また「ひめ恋☆ふぇち恋」ルートでは魔法少女に扮して魔法少女マジカル・マリリンと名乗る場面もある。

## iSWANのアプリにおける登場
『大富豪しよっ!』では対戦相手の1人として『孕ら☆みん!!』の小泉とうあ・雛凪つむじと共に、また『花札しよっ!』では同じく『孕ら☆みん!!』の都々御ゆかと共に登場。どちらのタイトルでも、奇抜な戦法で場を攪乱する。